# Yacine Elghorri
Yacine Elghorri, aussi connu sous le pseudo ELGO, est un auteur de bande dessinée, character designer et storyboarder français né en 1974 à Paris. Il a travaillé avec Mœbius, Alejandro Jodorowsky et Jean-Claude Mézières. Il a été publié chez Les Humanoïdes associés, Glénat, Le Lombard, Heavy Metal, Marvel Comics et IDW Publishing.

## Biographie
Yacine Elghorri suit des cours d'art plastique au lycée et obtient son baccalauréat littéraire. À l'âge de 18 ans, il est admis dans l'école des Gobelins où il se forme à l'art de l'animation. Par la suite, il se lance dans la création de personnages pour des dessins animés. En France, il travaille sur les séries Flash Gordon, Les Exploits d'Arsène Lupin, W.I.T.C.H., Les Nouvelles Aventures de Lucky Luke, Les 4 Fantastiques et Valérian et Laureline.
Elgo fait ses débuts dans des fanzines, puis dessine dans divers magazines : Animeland, Player One et Karaté Bushido. Il est le créateur de la mascotte Sushi Man pour Kaméha, un magazine bimestriel de prépublication de mangas publié de juillet 1994 à janvier 1998 par les éditions Glénat.
En 1993, Elgo réalise son premier clip d'animation pour l'émission de jeunesse Télévisator 2 sur France 2[réf. nécessaire].
En 1996, après avoir forgé son talent sur des séries d'animation françaises, Elgo s'installe aux États-Unis, à Los Angeles, et travaille en tant que concept designer et storyboarder sur des séries télévisées et des longs métrages d'animation ainsi que des films en prise de vues réelles dans des studios comme Saban Entertainment, Crest Animation Productions, Dreamworks ou 20th Century Fox.
Il travaille notamment sur Xyber 9: New Dawn (en), Le Cygne et la Princesse 3, Titan A.E. réalisé par Don Bluth, Évolution réalisé par Ivan Reitman (Elgo travaille sous la direction de Phil Tippett, le directeur des effets visuels sur Star Wars, Jurassic Park, RoboCop ou encore Starship Troopers) et Futurama de Matt Groening. Par ailleurs, il collabore avec Jean-Claude Van Damme sur les films Replicant, réalisé par Ringo Lam, et The Order.
En dehors du dessin animé, Elgo dessine deux histoires courtes pour la revue américaine Heavy Metal. Son intérêt particulier pour la bande dessinée le conduit à s'y employer à plein temps. Il crée régulièrement des albums décalés avec des univers graphiques baroques dont la série Medina écrite par Jean Dufaux et publiée aux Éditions Le Lombard.
Son style réaliste, porté sur la science-fiction et l'heroic fantasy, est très influencé par la revue Métal hurlant et s'inspire d'auteurs majeurs comme Enki Bilal et Katsuhiro Ōtomo qu'il rencontre lors de la production de Steamboy en 1998.
En 2000, Elgo collabore avec Jean Giraud sur le film d'animation 3D Thru the Moebius Strip (en) en tant que storyboarder. En 2012, après la mort de ce dernier, Elgo lui rend hommage dans le magazine hors série Casemate Numéro spécial : Jean Giraud - Moebius.
En 2007, Elgo travaille en collaboration avec Jean-Claude Mézières sur le développement des personnages de la série animée de science-fiction franco-japonaise Valérian et Laureline (tirée de la bande dessinée homonyme, scénarisée par Pierre Christin) et produite par les studios Satelight, éditions Dargaud et EuropaCorp.
Entre 2006 et 2009, Elgo publie plusieurs albums aux éditions Carabas : Bestial, un livre pour enfants, puis la mini série cyberpunk et dystopique Factory (dont la couverture de la version anglaise est dessinée par Simon Bisley) ou encore Gunman, un western semi-animalier et post-apocalyptique scénarisé par Gabriel Delmas.
L'artiste et co-créateur de la revue Métal hurlant, Philippe Druillet, lui écrit une préface pour le volume final de la série Medina.
Elgo travaille aussi avec le scénariste de bande dessinée et réalisateur Alejandro Jodorowsky sur un projet avorté basé sur le personnage Gorgo-le-sale de la série L'Incal. Le projet est repris en 2014 dans le troisième tome de la série Après l'Incal, dessiné par Ladrönn et publié par Les Humanoïdes associés.
En 2017, Elgo fait partie des 80 artistes exposés à Los Angeles par la galerie Copro et Heavy Metal pour célébrer les quarante années d'existence du magazine lors de l'exposition Heavy Metal 40th Anniversary Art Show.
En 2022, Jean-Pierre Dionnet suggère à Elgo de créer une histoire courte pour le reboot du magazine Métal hurlant intitulé Vacances sur Mars.
Elgo enseigne et donne des conférences dans des écoles d'art et d'animation et se consacre à la peinture réaliste[réf. nécessaire].

## Publications
- Kameha magazine, Glénat (1996) ;
- Le Loom: Guildes La Quête des Origines, Multisim (1996) ;
- The Pill, Heavy Metal (1999) ;
- War, Heavy Metal (1999) ;
- Gunman, avec Gabriel Delmas (scénario), Carabas (2006) ;
- Bestial, Carabas (2007) ;
- Factory (tome 1 à 3), Carabas (2007) ;
- Medina (tome 1 à 3) Avec Jean Dufaux (scénario), Le Lombard (2010-2015) ;
- Chaos War: The Incredible Hulks Marvel Comics, (Short story) 2011 ;
- Casemate, hors série numéro 3, Numéro spécial : Jean Giraud – Moebius (texte et illustrations, 2012) ;
- TMNT Universe (en), IDW Publishing (2017);
- Métal hurlant, numéro 3, Vacances sur Mars, Les Humanoïdes associés, 2022.

## Filmographie
- Replicant
- Évolution
- Spiders 2: Breeding Ground
- Le Cygne et la Princesse 3
- Futurama
- Titan A.E.
- Les 4 Fantastiques
- Valérian et Laureline
- Les Nouvelles Aventures de Lucky Luke
- W.I.T.C.H.
- Les Exploits d'Arsène Lupin
- Flash Gordon
- La Bible : Le Nouveau Testament (1997)

## Interviews
- Une interview sur bdtheque.com
- Interview Planete BD.com
- Interview sci-fi Universe.com
- Interview scenario.com
- Interview sur actuabd.com
- Interview sur bdbest.com
- Emission TV Un monde de Bulles 2008 sur Youtube
- Emission TV Un monde de Bulles 2010 sur Youtube